# Pan Books
La Pan Books è una casa editrice britannica specializzata nella pubblicazione di tascabili: insieme alla Penguin Books fondata pochi anni prima, è stata una delle prime case editrici a lanciare con successo questo formato. Fa parte del gruppo inglese Macmillan Publishers, a sua volta controllato dal gruppo editoriale tedesco Verlagsgruppe Georg von Holtzbrinck.
La casa editrice fu fondata a  Londra nel 1944 da Alan Bott ed iniziò come editore indipendente, dal 1947 si dedica principalmente ai tascabili. 
Il marchio Pan Books, che mostra l'antico dio greco Pan che gioca con una pipa, è stato progettato da Mervyn Peake.
Alcuni anni dopo la morte di Bott, avvenuta nel 1952, la casa editrice fu acquisita da un consorzio di altre quattro case editrici:  Heinemann, Hodder & Stoughton, Macmillan e Collins. Nel 1962 queste ultime due la rilevarono completamente, mentre nel 1969 rientrò nella compagine societaria anche Heinemann.. Nel 1987 Collins e Heinemann cedettero le loro quote e la Pan Books divenne parte del gruppo Macmillan.
Tra gli autori di narrativa pubblicati si possono trovare tra gli altri Wilbur Smith, Ian Fleming, Douglas Adams, Ken Follett, Dick Francis, Scott Turow, Valerio Massimo Manfredi, Sue Grafton, David Baldacci. Fra i saggi, è specializzata in argomenti storici e biografie.
Durante gli anni '50 e '60 i tascabili PanBooks erano caratterizzati dalle copertine colorate, che hanno affascinato numerosi collezionisti dell'epoca.